# Azul Tiffany

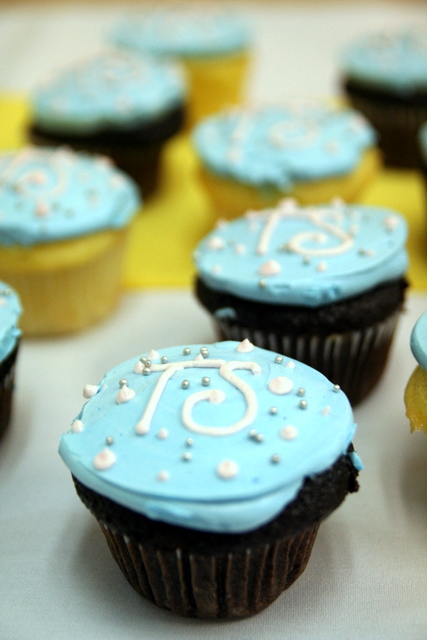
Uso popular: cupcakes para una fiesta de graduación, con una cobertura descrita como color azul Tiffany

Azul Tiffany (del inglés Tiffany Blue ) es la denominación de un color azul claro, aturquesado y específico asociado con Tiffany & Co., la empresa de joyería y orfebrería de la ciudad de Nueva York.
Este color se encuentra registrado por Tiffany & Co. bajo el nombre Tiffany Blue, y Pantone produce muestras del mismo, dentro de su sistema de color Pantone Matching System, para uso exclusivo de la empresa. Al tratarse de un color registrado, no se imprime en los catálogos del sistema de coloraciones Pantone, por lo que el público no tiene acceso a muestras del mismo. El código numérico del color Pantone azul Tiffany —1837— corresponde al año de la fundación de Tiffany & Co.
El azul Tiffany que se muestra debajo proviene del diseño del sitio web de Tiffany & Co.
|            | Azul Tiffany                         |
| Referencia | Sitio web de Tiffany & Co.           |
| Nota       | Código de color hexadecimal: #81D8D0 |

## Historia
El azul Tiffany fue seleccionado por el fundador de la empresa, Charles Lewis Tiffany, para la cubierta de su catálogo anual de joyería, el llamado Blue Book («Libro Azul»), que se publica desde 1845, siendo ese el uso inicial del color. En el siglo XIX la turquesa era una gema favorecida por la moda; las novias de la época victoriana solían entregar a sus damas de honor, a modo de souvenir del día de su boda, un broche de turquesa en forma de paloma. Se cree que esta popularidad de la turquesa pudo haber motivado la elección del color.

## Usos
Tras sus primeras apariciones en la cubierta del Libro Azul, el azul Tiffany comenzó a ser implementado sobre otros elementos de la empresa, como bolsas de compra, publicidades y otros materiales promocionales.
En la actualidad, el color se asocia popularmente con otro objeto registrado por Tiffany, la Tiffany Blue Box («Caja Azul Tiffany»), terminología que designa a las cajitas de color azul Tiffany en las que se entrega a los clientes las joyas que estos han adquirido. Estas cajitas tienen por sí mismas un valor icónico importante como producto suntuario y como elemento de identidad de la empresa.
El azul Tiffany suele ser apropiado por el público —a pesar de que sus valores exactos se encuentran protegidos— para darle todo tipo de aplicaciones en el terreno de la moda, la decoración y el interiorismo.